# Warren Dodds
Warren Dodds, detto Baby (New Orleans, 24 dicembre 1898 – Chicago, 14 febbraio 1959), è stato un batterista statunitense, leggendario padre della batteria e protagonista della scena musicale di New Orleans che ha generato il jazz. Fratello del clarinettista Johnny Dodds.
Baby era dotato di uno stile ancora fortemente influenzato dalle marce militari. Iniziò a suonare durante le parate di New Orleans e occasionalmente col fratello nella Kid Ory's band. Di questo periodo si racconta che un giorno l'orchestra lo abbandonò sul palco a causa del suo suonare poco stimolante. Da questa traumatizzante esperienza Baby decise di diventare un musicista migliore.
Nel 1918 si unì alla Fate Marable's Riverboat Band che suona sui traghetti fluviali dove ebbe modo di suonare tra gli altri con Louis Armstrong, Johnny St. Cyr e Pops Foster. Nel 1921 King Oliver gli chiese di entrare a far parte della sua orchestra, e Baby Dodds lo seguì a San Francisco e poi a Chicago dove divenne membro della King Oliver's Creole Jazz Band. Tra il 1927 e il 1929 comparve in molti storici dischi di jazz stile Chicago assieme ai Jerry Roll Morton's Red Hot Peppers e ai Louis Armstrong's Hot Seven. 
Baby dimostra un fine senso per le variazioni di accenti. Peculiari sono le sue intricate combinazioni di ottavi ad andamento jazzistico e binari. 
Durante gli anni della depressione economica suonò prevalentemente col fratello che aiutò nell'avviare un'agenzia di taxi in Chicago.
Il suo stile vivace è da sempre caratterizzato dall'utilizzo di molti arnesi e accessori che completavano e arricchivano la sua batteria (trap drum).
Dopo il 1949 una serie di acciacchi lo condusse alla quasi paralisi ma non gli impedì di suonare.
Le sue prime registrazioni risalgono agli anni venti, con la King Oliver Creole Jazz Band.